# Lerga
Lerga là một đô thị trong tỉnh và cộng đồng tự trị Navarre, Tây Ban Nha. Đô thị này có diện tích là 21,75 ki-lô-mét vuông, dân số năm 2007 là người với mật độ người/km²